# Конец одиночества фермы Берхоф
«Конец одиночества фермы Берхоф» (чеш. Ślady wilczych zębów, пол. Zánik samoty Berhof) — чехословацко-польский фильм 1984 года режиссёра Иржи Свободы по одноимённому рассказу Владимира Кёрнера 1973 года.

## Сюжет
Осень 1945 года. Ферма Берхоф на чешско-польско-немецкой границе в Судетах. Здесь живут Ульрика, её отец-пьяница и его любовница-немка.
На этой отрезанной от внешнего мира ферме всё меняется, когда появляется таинственная монахиня Саломе вместе с двумя спутницами, точнее спутниками — переодетыми в монахинь молодыми немцами Детлевым и Ункасом — членами гитлеровской организации Вервольф.
Эти трое возвращаются в Германию, с капитуляцией которой не могут примириться. И вопреки воле обитателей фермы они собиратся провести зиму на ферме. Вначале доброжелательные, затем отношения переходят как между захватчиками и заложниками, со временем расшатываются, вервольфы дают хозяевам фермы больше свободы, перестают привязывать их на ночь, иногда даже ужинают вместе, но их нельзя назвать дружелюбными.
Ульрика эмоционально страдает после смерти своей матери, тем больше она цепляется за веру в Бога и хочет уйти в монастырь, поэтому она видит в монахине надежду на то, что она поможет ей исполнить это желание. Но со временем Ульрика перестает доверять монахине, и их отношения, которые поначалу можно было бы охарактеризовать как интимные и почти дружеские, меняются.
Немцы иногда отпускают Ульрику в город за продуктами, предупреждая, что если она опоздает или приведет кого-нибудь, то все на ферме будут расстреляны. Но одражды Ульрика, понимая, что немцы уйдя с фермы не оставят их в живых, в городе просит помощи у чехословацкого офицера.
В конце концов чехословацкие военные убивают вервольфов после долгой схватки и погони в лесу.

## В ролях
- Яна Брейхова — Саломе, монахиня
- Марек Пробош — Детлев, вельвольф
- Збигнев Сушиньский — Ункас, вервольф
- Петра Ванчикова — Ульрика
- Ладислав Кривачек — Альфред Хабигер
- Эвелина Штеймарова — проститутка Тильда
- Лубомир Костелка — Густль
- Ежи Новак — Флориан
- Мирослава Мархелюк — официантка
- Владимир Хубер — аптекарь
- Милан Княжко — поручик
- Леон Немчик — офицер
- Тадеуш Сомоги — офицер

## Съёмки
Съемки проходили в нижнесилезской деревне Каменчик, а также в городе Новый Книн и его окрестностях.

## Фестивали и награды
Фильм получил ряд наград, в том числе Большой специальный приз жюри Международного кинофестиваля в Карловых Варах (1984)